# 留多姆斯
留多姆斯，是西班牙加泰罗尼亚塔拉戈纳省的一个市镇。总面积32平方公里，总人口5257人（2001年），人口密度164人/平方公里。